# Никель-водородный аккумулятор

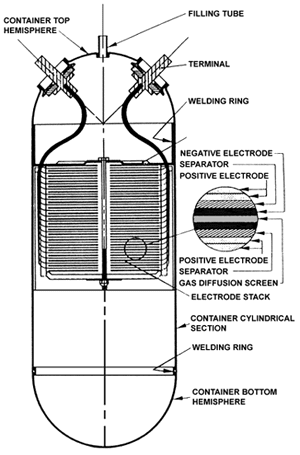

Никель-водородный аккумулятор (NiH2 или Ni–H2) - это обратимый химический источник тока, состоящий из никелевого и водородного электродов . Он отличается от никель-металл-гидридного аккумулятора использованием водорода в газообразной форме, хранящегося в сжатом состоянии в ячейке при давлении в 82,7 бар.
NiH2 ячейки с использованием 26% раствора гидроксида калия (KOH) в качестве электролита достигают срока эксплуатации в 15 лет или более при 80% глубине разряда . 
Плотность энергии составляет 75 Вт•ч/кг, 60 Вт•ч/дм3  . Напряжение на контактах составляет 1,55 В, среднее напряжение на протяжении разряда - 1,25 В .
Несмотря на то, что плотность энергии составляет только около одной трети аналогичного показателя литиевой батареи, специфическим свойством никель-водородного аккумулятора является продолжительность срока эксплуатации: ячейки выдерживают более чем 20000 циклов разряда при 85% эффективности. 
NiH2 аккумуляторы обладают хорошими электрическими свойствами, делающими их привлекательными для хранения электрической энергии на космических аппаратах . Например, МКС , Messenger, Марс Одиссей, Mars Global Surveyor и MRO оборудованы никель-водородными аккумуляторами. Телескоп Хаббла, когда его оригинальные батареи были заменены в мае 2009 года спустя 19 лет после запуска, достиг наибольшего числа циклов разряда среди NiH2 батарей на низких опорных орбитах .

## История
Развитие никель-водородных аккумуляторов началось в 1970 году в COMSAT где впервые были использованы в 1977 году на борту спутника NTS-2 военно-морских сил США.

## Характеристики
Никель-водородный аккумулятор объединяет положительный никелевый электрод никель-кадмиевого элемента и отрицательный электрод, включающий катализатор и газ-диффузионную часть топливного элемента. В ходе разряда водород, содержащийся в сосуде под давлением, взаимодействует с кислородом никельоксихлоридного электрода. Вода потребляется на никелевом электроде и высвобождается на водородном, таким образом концентрация гидроксида калия в электролите не изменяется. По мере разряда аккумулятора давление водорода падает, обеспечивая надёжную индикацию степени разряда. В батарее одного из коммуникационных спутников давление при полном заряде было свыше (3,4 МПа), падая практически до (0,1 МПа) при полном разряде.
Если заряженный аккумулятор продолжить заряжать, вода, образуемая на никелевом электроде диффундирует в водородный электрод и там диссоциирует; как следствие, аккумуляторы могут выдерживать перезаряд до тех пор, пока рассеивается выделяющееся тепло.
Аккумуляторы имеют недостаток в виде относительно высокого саморазряда, который пропорционален давлению водорода в ячейке; в некоторых конструкциях 50 % ёмкости могут быть потеряны после нескольких дней хранения. Саморазряд снижается при снижении температуры.

В сравнении с другими аккумуляторами никель-водородные обладают хорошей плотностью энергии в 60 Вт•ч/кг, и очень длительным сроком эксплуатации на спутниках. Ячейки могут выдерживать перезарядку, случайное нарушение полярности, давление водорода в ячейке обеспечивает хорошую индикацию степени разряда. Однако, газообразная природа водорода означает, что объёмная эффективность достаточно низка, а требуемое высокое давление приводит к необходимости использовать дорогие сосуды под давлением.
Положительный электрод изготавливают из спечённого пористого никелевого диска, который содержит гидроксид никеля. В отрицательном водородном электроде используют связанный тефлоном платиновый катализатор с сепаратором из циркониевых нитей.

## Конструкция
Конструкция аккумулятора с индивидуальным сосудом (IPV) состоит из NiH2 ячейки и сосуда под давлением. 
Конструкция аккумулятора с общим сосудом (CPV) состоит из двух последовательных NiH2 ячеек и общего сосуда под давлением. CPV обеспечивает несколько большую плотность энергии, чем IPV.
SPV конструкция объединяет до 22 ячеек в общем сосуде.
В биполярной конструкции достаточно толстый электрод является общим: положительным для одной и отрицательным для соседней ячейки в SPV.

Конструкция с зависимым сосудом (DPV) обеспечивает большую плотность энергии при меньших затратах.
Конструкция с общим/зависимым сосудом (C/DPV) является гибридом CPV и DPV с высокой объёмной эффективностью.

Схемы
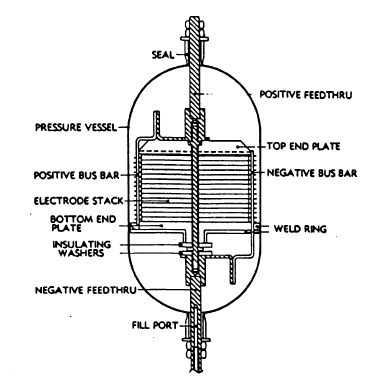
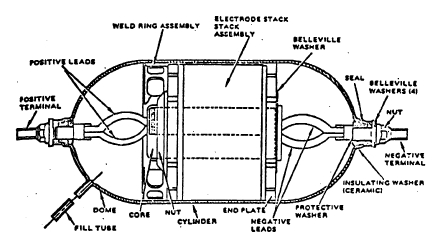
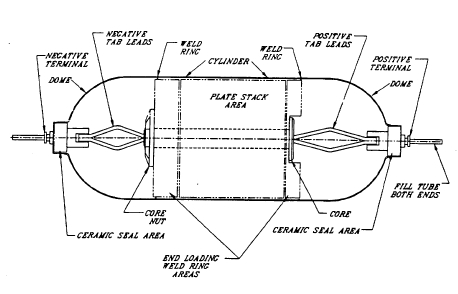
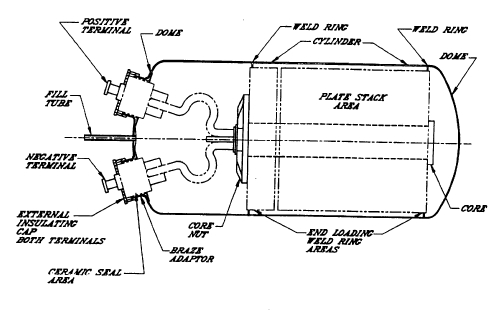
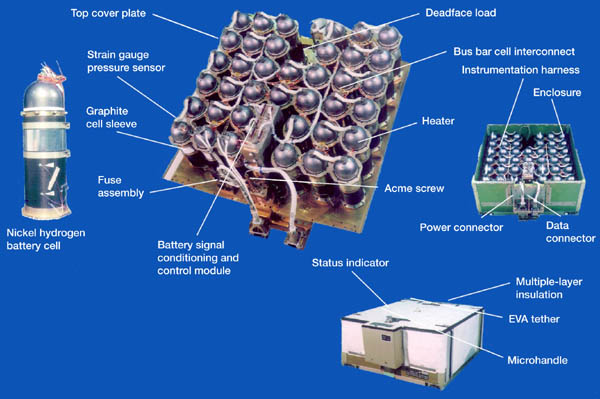

## Внешние ссылки
- Обзор конструкций, развитие и применение никель-водородных аккумуляторов
- Детали NiH2-батарей Архивная копия от 23 октября 2012 на Wayback Machine
- Встраиваемые никель-водородные аккумуляторы для био-энергетических применений
- Справочник NASA по никель-водородным аккумуляторам
- Никель-водородный аккумулятор для наземных фотоэлектрических систем
- Никель-водородные микроаккумуляторы на основе технологии плёночной печати